# Хагерманская лошадь
Хагерманская лошадь (Хагерманская зебра, Американская зебра, Equus simplicidens) — вымерший вид лошадиных, обитавший в Северной Америке. Он был одним из самых старых представителей рода лошадей. Внешне была схожа с зеброй Греви.

## Классификация

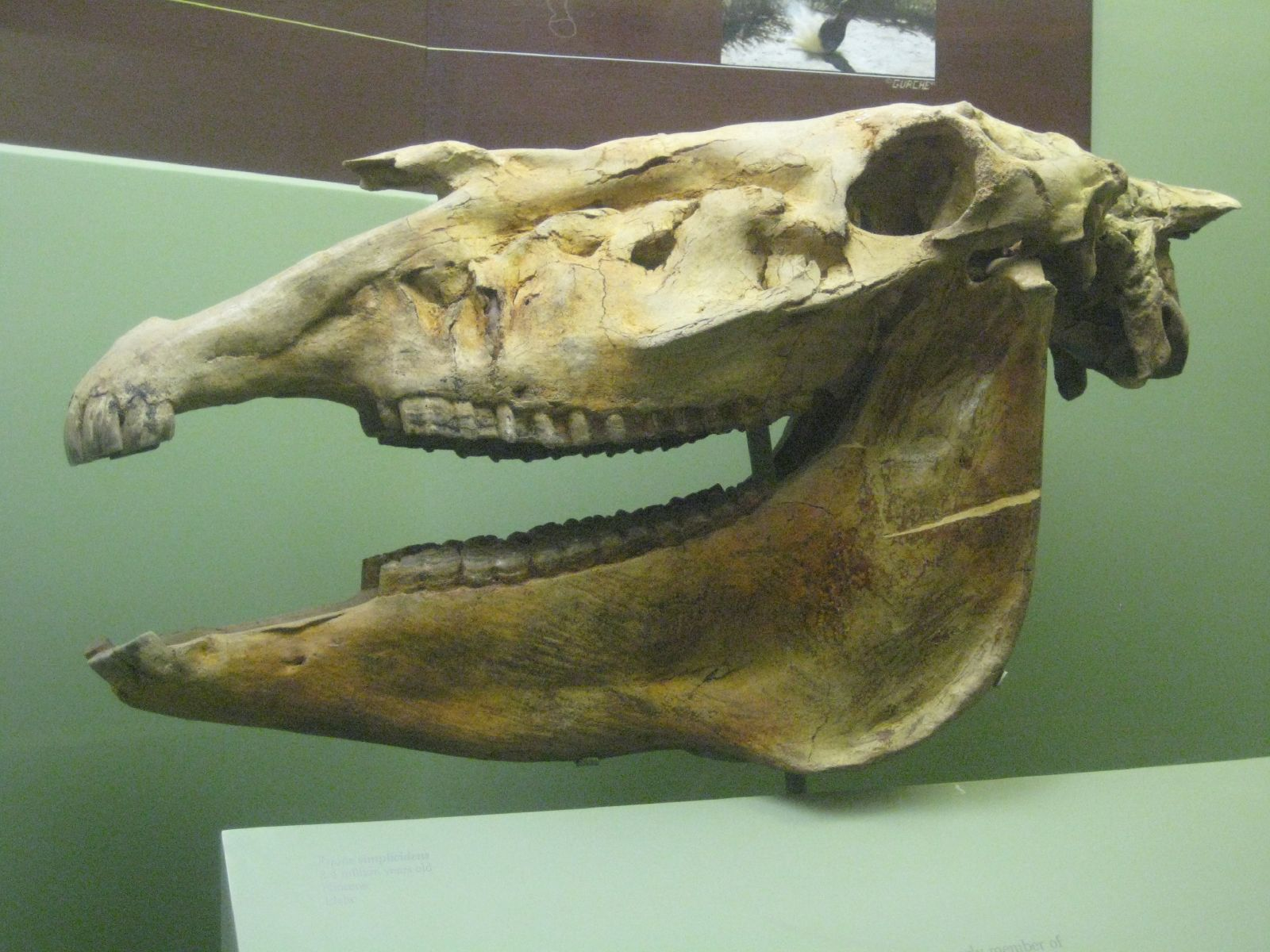
Ископаемый череп хагерманской лошади

Хагерманской лошади было дано латинское название Plesippus shoshonensis в 1930 году палеонтологом Джеймсом У. Гидли, который проводил раскопки в Хагермане в том же самом году. Однако дальнейшие исследования другими палеонтологами показали, что её окаменелости были идентичны окаменелостям примитивной лошади Equus simplicidens, описанной палеонтологом Эдвардом Коупом в 1892 году. Из-за этой идентичности эти два вида были признаны одним. Хагерманские окаменелости представляют самые старые известные ископаемые остатки рода Equus.

## Открытие
Фермер Элмер Кук впервые обнаружил ископаемые остатки лошади в городе Хагерман. В 1928 году он показал их доктору Х. Т. Стернзу из Геологической службы США, который тогда передал их палеонтологу из Смитсоновского института Джеймсу У. Гидли. Кости были идентифицированы как ископаемые остатки вымершей лошади. Область, где была обнаружена окаменелость, была названа «Карьер хагерманской лошади».
Раскопки продолжились в начале 1930-х годов. Пол карьера вырос до 460 м², задняя стенка — до 14 м. В карьере были найдены 5 почти полных скелетов, более 100 черепов и 48 нижних челюстей. Большинство палеонтологов считает, что стада этих животных утонули при попытке перейти вброд затопляемую реку, были отметены потоком и захоронены в мягком песке.

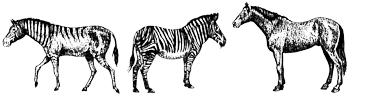
Изображение хагерманской лошади (слева), зебры Греви (посередине) и домашней лошади (справа)

## Описание
Хагерманская лошадь появилась 3,5 млн лет назад. Она была от 110 до 145 см в холке и весила от 110 до 385 кг. Средняя хагерманская лошадь была размером с арабскую лошадь. Она также была коренастой, с прямыми плечами и толстой шеей как у зебры и коротким и узким черепом, подобным ослиному. Предполагается, что у неё была жёсткая, вертикальная грива, тягучий хвост, уши среднего размера, полосатые ноги и некоторые полоски на спине.
Лошадь, вероятно, жила на лугах и в поймах, которые были на месте Хагермана 3 млн лет назад. Местные североамериканские лошади вымерли приблизительно 10 000 лет назад, как и многие представители плейстоценовой мегафауны.